# Келеш, Эргин
Эргин Келеш (тур. Ergin Keleş; р. 1 января 1987 года, Трабзон) — турецкий футболист, играющий на позиции нападающего. Ныне выступает за турецкий клуб «Афьет Афьонспор».

## Клубная карьера
Родившийся в турецком городе Трабзон Эргин Келеш — воспитанник местного футбольного клуба «Трабзонспор». 22 января 2006 года он дебютировал в турецкой Суперлиге, выйдя на замену в конце гостевого поединка против «Кайсериспора». В сезоне 2006/07 Келеш на правах аренды выступал за команду Суперлиги «Сакарьяспор». 21 апреля 2007 года он забил свой первый гол на высшем уровне, отметившись в гостевом матче с «Трабзонспором».
Большую часть 2009 и 2010 годов нападающий отыграл за «Манисаспор». Затем Келеш выступал за целый ряд турецких клубов Первой лиги и Суперлиги: «Анкарагюджю», «Карабюкспор», «Мерсин Идманюрду», «Гёзтепе», «Аданаспор», «Газиантеп ББ» и «Сивасспор». 31 марта 2013 года он сделал хет-трик за «Гёзтепе» в домашнем матче с «Шанлыурфаспором», проходившем в рамках Первой лиги. 15 сентября того же года Келеш повторил это достижение, будучи футболистом «Аданаспора», в гостевой игре против «Кахраманмарашспора», проходившем в рамках той же лиги. 3 октября 2015 года он вновь оформил хет-трик за «Аданаспор» в Первой лиге в гостевом матче с клубом «Кайсери Эрджиесспор».
С начала января 2018 года Келеш выступает за «Карабюкспор» в Суперлиге.